# Protoleucania
Protoleucania là một chi bướm đêm thuộc họ Noctuidae.